# Sub pielea mea
Sub pielea mea sau Eroina este un single al formației Carla's Dreams lansat la 20 ianuarie 2016. Piesa a fost compusă și produsă de Carla's Dreams.
Piesa este unul dintre cântecele care au făcut trupa foarte cunoscută atât în România, cât și în străinătate. Piesa a făcut 1.000.000 de vizualizări pe YouTube la doar câteva zile de la lansare și a intrat repede în topurile importante din țară, dar și din străinătate, ajungând mai târziu pe primul loc. Piesa a ajuns cunoscută peste hotare datorită unui remix ce a adunat multe vizualizări. La sfârșitul anului 2016, piesa a ocupat prima poziție în topul celor mai vizualizate clipuri din România în 2016 realizat de YouTube.

## Bazele proiectului
Sub pielea mea a fost compus de către membrii trupei Carla's Dreams, iar de producție s-au ocupat Alex Cotoi și Carla's Dreams. 

## Live
Piesa a fost interpretată prima dată live la postul de radio Radio Zu în noiembrie 2015. Atunci s-a cântat doar o bucată din piesa respectivă. Această interpretare a fost încărcată pe canalul de YouTube al postului și a adunat până în momentul de față aproape 4.000.000 de vizualizări. Varianta completă s-a auzit tot la Radio Zu în ianuarie 2016. Clipul acestei variantei a fost încărcat pe canalul de YouTube al postului și a adunat până acum 1.400.000 de vizualizări. Piesa a fost mereu cântată live în toate concertele trupei de atunci până în prezent, dar și într-o gală a emisiunii X Factor în decembrie 2016.

## Videoclip

Scena finală din videoclip unde sunt prezentați solistul trupei Carla's Dreams și cei doi protagoniști îmbrăcați ca niște studenți care se aflau în lift.

Filmările videoclipului a avut loc în Chișinău, într-o sală de teatru în regia lui Roman Burlaca. Clipul îi are protagoniști pe actorul moldovean Cristian Perepeliuc și pe iubita regizorului Roman Burlaca. Clipul îi prezintă pe protagoniști în ipostaze ce ar sugera scene de dragoste. Clipul începe cu cei doi protagoniști îmbrăcați ca niște studenți tocilari care așteaptă liftul unde se află solistul trupei. Ei urcă în liftul respectiv după care coboară și ajung într-o încăpere asemănătoare unui dormitor unde se dezbracă. De-a lungul clipului protagoniști sunt prezentați în tot felul de ipostaze ce ar fi asemănătoare cu partidele de dragoste. Clipul se termină cu solistul și protagoniștii în lift satisfăcuți, uitându-se unul la celălalt și zâmbind la cameră. În alte scene ale clipului mai este prezentat solistul care cântă și dansează în liftul respectiv. Videoclipul a fost încărcat pe canalul de YouTube al trupei Carla's Dreams și are în prezent peste 79.000.000 de vizualizări, fiind cel mai vizualizat videoclip al trupei în acest moment.Recent,videoclipul a reușit sa adune 86.000.000 de vizualizări pe YouTube fiind prima piesă în limba română care a reușit să adune acest număr de vizualizări. Videoclipul oficial,alături de remixuri,live-uri,videoclipul lansat pe alte canale oficiale de muzică și alte versiuni ale piesei au acumulat în total peste 200 de milioane de vizualizări pe YouTube. Pe canalul de YouTube al casei de discuri Global Records a fost lansată o versiune cenzurată a clipului. În această versiune scenele considerate indecente din clip(un exemplu fiind momentele în care sânii protagonistei au fost văzuți) au fost înlocuite cu prelungiri a celorlalte scene sau adăugarea a altor scene,unele mai noi cu solistul trupei în liftul prezentat în clip.

## Controverse
Piesa a stârnit controverse din cauza videoclipului, dar și a refrenului care ar fi legat de consumul de droguri. Piesa a intrat și în atenția celor de la CNA, care a vrut ca piesa să fie difuzată după ora 22:00 sau să nu mai fie difuzată deloc. După mai multe analize asupra piesei, s-a decis ca aceasta să fie difuzată în continuare.

## Performanța în topuri
În categoria pieselor românești, "Sub pielea mea" debutează pe poziția a-10-a cu un număr de 78 de difuzări. Piesa a ajuns pe prima poziție la doar 2 luni de la apariția în top și a staționat pe acestă poziție timp de 3 săptămâni consecutive. În topul de la postul de radio Radio Zu, piesa a staționat pe prima poziție timp de 8 săptămâni, aceeași performanță fiind egalată un an mai târziu de o altă piesă de a lor, "Până la sânge".

## Topuri
| Grafic (2016)                       | Poziția |
| ----------------------------------- | ------- |
| Republica Moldova (Airplay Top 100) | 1       |
| România (Romanian Top 100)          | 1       |
| România (Media Forest)              | 1       |
| România (Kiss Top 40/Kiss FM)       | 1       |
| România (Most Wanted/Radio Zu)      | 1       |

## Lansări
| Țara    | Data             | Format           | Casa de discuri |
| ------- | ---------------- | ---------------- | --------------- |
| România | 20 ianuarie 2016 | Digital Download | Global Records  |